# Sporophagomyces
Sporophagomyces is een geslacht behorend tot de familie Hypocreaceae van de ascomyceten. Het typesoort is Sporophagomyces chrysostomus.

## Genera
Volgens Index Fungorum telt het geslacht drie soorten (peildatum december 2023):
| Soortnaam                                     | Auteur(s)                                 | Publicatiejaar |
| --------------------------------------------- | ----------------------------------------- | -------------- |
| Sporophagomyces chrysostomus (Tonderzwameter) | (Berk. & Broome) K. Põldmaa & Samuels     | 2000           |
| Sporophagomyces lanceolatus                   | (Rogerson & Samuels) K. Põldmaa & Samuels | 2000           |
| Sporophagomyces moellerianus                  | (Bres.) K. Põldmaa & Samuels              | 2000           |